# Санэ
Санэ — бретонский святой ирландского происхождения. День памяти — 6 марта.
Санэ, родом из Гибернии, как и святой Ронан отправился в Арморику со товарищи, чтобы евангелизировать население, испокон веку бывшее верное древним обрядам многобожия.
Он, как сообщается, высадился на континенте в Перцелле (Perzell), нынешней Бертоме (Bertheaume), а затем, продвигаясь по тем краям, остановился в самом сердце леса Лукоса (Lucos), «священном месте», где стояли языческие храмы. Вместе со своими спутниками они сделали из этих храмов христианские святыни, включая первую церковь в Локмарья-Плузане. Место, известное как Ар-Клоастр (Ar-Cloastr), недалеко от селения Плузане, стало тем местом, где образовалась община. Санэ, как сообщается, извёл источник, который все ещё полон вод. В Плузане, согласно преданию, он был рукоположен во священника святым Ронаном.
Также сообщается, что два камня, поднятые христианином, которые теперь находятся в поселке Локмария-Плузане, обозначили вход в лес, и в частности — в Лес благодати, в котором каждый беженец был уверен, что там его не будут преследовать.
Санэ умер в уединении в Арморике около 485 года.

## Почитание

### Епископия Леона
- Локмария-Плузане, селение названо в честь святого
- Плузане, селение названо в честь святого; покровитель храма, реликварий, источник

### Епископия Ванн
- Камор[фр.]